# All-New Halloween Spooktacular!
«All-New Halloween Spooktacular!» (с англ. — «Совершенно новый зловеще-очаровательный Хэллоуин!») — шестой эпизод американского мини-сериала «Ванда/Вижн», основанного на персонажах Ванда Максимофф / Алая Ведьма и Вижн из «Marvel Comics». В этом сериале пара пытается скрывать свои способности, так как они живут идиллической пригородной жизнью в городе Уэствью. Действие эпизода происходит в медиафраншизе «Кинематографическая вселенная Marvel» (КВМ), и он напрямую связан с фильмами франшизы. Сценарий к эпизоду написали Чак Хейворд и Питер Кэмерон, а режиссёром стал Мэтт Шекман.
Пол Беттани и Элизабет Олсен вновь исполняют соответствующие роли Вижна и Ванды Максимофф из серии фильмов, и главные роли также исполняют Тейона Паррис, Эван Питерс, Рэндалл Парк, Кэт Деннингс и Кэтрин Хан. Шекман присоединился к сериалу в августе 2019 года. Этот эпизод отдаёт дань уважения ситкомам начала 2000-х годов, в частности «Малкольм в центре внимания», а также эпизодам на тему Хэллоуина; главные герои одеваются в костюмы Хэллоуина, вдохновлённые их костюмами из комиксов. Съёмки проходили в мегаполисе Атланты, а также на студии «Pinewood Atlanta Studios» и в Лос-Анджелесе.
Эпизод «Совершенно новый зловеще-очаровательный Хэллоуин!» был выпущен на «Disney+» 12 февраля 2021 года.
Критикам понравились соответствующие комиксам костюмы для Хэллоуина и игра Питерса, а также выделили сцену между Виженом и персонажем Кэтрин Хан, Агнес.

## Сюжет
В аномалии ситкома «Ванда/Вижн», теперь протекающей в начале 2000-х годов, Ванда хочет провести первый для Томми и Билли семейный Хэллоуин. Однако Вижн говорит, что он собирается патрулировать улицы с соседями. Пьетро предлагает взять мальчиков на угощение, вызывая некоторые проблемы с его сверхскоростью, которую, как выясняется, унаследовал Томми. Ванда спрашивает, почему «Пьетро» выглядит иначе, но он уверяет её, что на самом деле он её брат. Позже он признаётся, что знает, что Ванда контролирует город, и он с этим согласен. Он спрашивает у Ванды, как она это сделала, но она говорит, что не знает. Тем временем Вижн исследует все дальше от их дома и находит жителей Уэствью, застывших на своих местах, включая Агнес. Вижн «освобождает» разум Агнес, и она говорит ему, что он мёртв, а Ванда контролирует их. Вижн возвращает её в состояние транса.
За пределами Уэствью директор организации «М.Е.Ч.» Тайлер Хейворд готовится напасть на Ванду, но Моника Рамбо, Дарси Льюис и Джимми Ву предостерегают его от конфликта с Вандой, так как это только начнёт войну, которую они не могут выиграть. Директор приказывает вышвырнуть их с базы за то, что они подвергли сомнению его авторитет. Они пробираются обратно внутрь, чтобы выяснить, что он скрывает. Взломав компьютерную систему Хейворда, они обнаруживают, что он отслеживает Вижна по частицам вибраниума в его теле. Они также обнаруживают, что у него есть анализ крови Моники, который показывает, что её клетки изменились на молекулярном уровне из-за того, что она дважды проходила границу аномалии. Дарси остаётся на базе, в то время как Моника и Джимми идут на встречу с другом, который может помочь Монике вернуться в аномалию, чтобы помочь Ванде.
Вижн пытается пробиться сквозь границу аномалии, однако начинает распадаться за её пределами. Дарси замечает его и умоляет Хейворда помочь Вижну, но её приковывают наручниками к машине. Билли чувствует, что Вижн умирает, и говорит об этом Ванде, которая расширяет шестиугольную область аномалии. Новая граница окутывает Вижна, Дарси и базу «М.Е.Ч.а», превращая их в цирк, в то время как Хейворду с небольшим отрядом, Монике и Джимми удаётся бежать.
Рекламный ролик во время ситкома «Ванда/Вижн» представляет «пластилиновый» мультфильм, рекламирующий йогурт «Yo-Magic».

## Производство

### Разработка
К октябрю 2018 года «Marvel Studios» разрабатывала мини-сериал с участием Ванды Максимофф (Элизабет Олсен) и Вижна (Пол Беттани) из фильмов кинематографической вселенной Marvel (КВМ). В августе 2019 года Мэтт Шекман был нанят в качестве режиссёра мини-сериала. Шекман, наряду с главным сценаристом Жак Шеффер, Кевином Файги, Луисом Д’Эспозито и Викторией Алонсо стали исполнительными продюсерами:50. Файги описал сериал как наполовину «классический ситком, наполовину марвеловский блокбастер», отдающий дань уважения многим эпохам американских ситкомов. К шестому эпизоду, названному «Совершенно новый зловеще-очаровательный Хэллоуин!», сценарий написали Чак Хейворд и Питер Кэмерон, и в этом эпизоде реальность ситкома отдаёт дань уважения ситкомам начала 2000-х годов.

### Сценарий
Этот эпизод отдаёт дань уважения ситкому «Малкольм в центре внимания», а также тому факту, что многие во многих ситкомах присутствуют праздничные эпизоды, как например те эпизоды, где празднуют Хэллоуин. В сериале присутствуют поддельные рекламные ролики, которые, по словам Файги, указывают на то, что «часть правды шоу начинает просачиваться наружу», и в «Совершенно новом зловеще-очаровательном Хэллоуине!» присутствует реклама, которая представляет йогурта «Yo-Magic», которая была сделана в стиле пластилиновой анимации, и где присутствует слоган «закуска для выживших». Дэйс Джонсон из «Inverse» описал рекламный ролик как имеющий «эстетику „Ракетной мощи“ для миллениальной молодёжи», в то время как Джош Сент-Клер из «Men’s Health» сравнил его с рекламами «Go-Gurt» и «Kool-Aid», которые транслировались по детским телевизионным каналам в начале 2000-х годов. Абрахам Рисман из «Vulture» сказал, что это был самый странный рекламный ролик сериала, в то время как Томас Бейкон в «Screen Rant» сказал, что он был «особенно поразительным» и полагает, что он суммировал общую тему всех других рекламных роликов: «идея в том, что при всей своей силе Ванда не смогла отогнать саму смерть».

### Кастинг
Главные роли в эпизоде исполняют Пол Беттани (Вижн), Элизабет Олсен (Ванда Максимофф), Тейона Паррис (Моника Рамбо), Эван Питерс («Пьетро Максимофф»), Рэндалл Парк (Джимми Ву), Кэт Деннингс (Дарси Льюис) и Кэтрин Хан (Агнес):31:49–32:05. Роли сыновей Ванды и Вижена в эпизоде сыграли Джулиан Хиллиард (Билли) и Джетт Клайн (Томми). Также в эпизоде появляются Джош Стамберг (директор «М.Е.Ч.» Тайлер Хейворд), Дэвид Пэйтон (Хёрб), Алан Хекнер (агент «М.Е.Ч.» Монти) и Селена Андюз (агент «М.Е.Ч.» Родригес). В воспоминании о детстве Максимофф юные Ванда и Пьетро соответственно сыграны Софьей Гайдаровой и Джошуа Бегельманом, а беззубая старуха — Стефани Асталос-Джонс. Адам Голд и Тристен Чен озвучили соответственно акулу и малыша в рекламе:33:00.

### Дизайн
Начальные титры «Ванда/Вижн» было сделано в том же стиле, что и начальные титры для «Малкольма в центре внимания». Ванда, Вижн, «Пьетро» и Билли носят в эпизоде костюмы Хэллоуина, вдохновлённые их костюмами супергероев из комиксов, в то время как Томми носит костюм похожий на костюм «Пьетро». Олсен говорила, что это был идеальный способ надеть костюм из комиксов для своего персонажа, так как она чувствовала, что «вы не воспримите этот костюм всерьёз» в нормальной жизни. Причёска «Пьетро» намеренно отсылает к герою Хью Джекмана Росомахе из серии фильмов «Люди Икс», где Питерс ранее исполнял роль Питера Максимоффа.

### Съёмки
Съёмки на звуковой сцене проходили в павильонах студии «Pinewood Atlanta» в Атланте, Джорджия, где режиссёром стал Шекман, а Джесс Холл выступил в качестве оператора. Съёмки также проходили в мегаполисе Атланты, а наружные съёмки и съёмки на заднем дворе студии проходили в Лос-Анджелесе, когда сериал возобновил производство после перерыва из-за пандемии COVID-19:50. Элементы ситкома этого эпизода были первыми в сериале, снятыми в стиле, комедии, которая снимается одной камерой, и в нём фигурировали персонажи, ломающие четвёртую стену.

### Анимация и визуальные эффекты
Визуальные эффекты в эпизоде были созданы компаниями «The Yard VFX», «Monsters Aliens Robots Zombies», «Rodeo FX», «RISE», «capital T», «Industrial Light & Magic», «Cantina Creative» и «SSVFX»:34:03–34:17. Анимация была предоставлена «Titmouse, Inc.» и «Acho Studios», производившая покадровую анимацию в рекламе:34:17.

### Музыка
Композиторы заглавной темы Кристен Андерсон-Лопес и Роберт Лопес сочли 1990-е годы самой сложной эпохой для написания тематической песни из-за того, что они оба учились в колледже в то десятилетие, когда у них не было телевизора. Их композиция для этого эпизода, «Let’s Keep it Going», является альтернативным панк-рок треком, похожим на «Boss of Me» группы They Might Be Giants, заглавную тему «Малкольма в центре внимания». Она прошла через три варианта текста и была исполнена Андерсон-Лопес и исполнительницей riot grrrl Кэтлин Ханной. Андерсон-Лопес полагает, что участие Ханны в записи добавило «невероятной подлинности». Поскольку эпизод показывает, что вещи начинают раскрываться для Ванды, Лопес и Андерсон-Лопес хотели, чтобы заглавной темы имела хаотичный элемент и чувство отчуждения. «Marvel Music» и «Hollywood Records» выпустили саундтрек к шестому эпизоду в цифровом формате 19 февраля 2021 года, и в нём присутствовала музыка композитора Кристофа Бека. Первый трек — это заглавная тема эпизода, написанная Андерсон-Лопес и Лопесом.
| №                   | Название              | Длительность |
| ------------------- | --------------------- | ------------ |
| 1.                  | «Let's Keep it Going» | 0:56         |
| 2.                  | «Traffic Light»       | 0:30         |
| 3.                  | «Fish to Share»       | 0:15         |
| 4.                  | «Water Balloon»       | 0:31         |
| 5.                  | «Chile Con Carne»     | 0:33         |
| 6.                  | «Hayward's Secrets»   | 2:08         |
| 7.                  | «Yo Magic»            | 0:43         |
| 8.                  | «Frankenherb»         | 1:01         |
| 9.                  | «Charming As Hell»    | 0:46         |
| 10.                 | «Dead or Alive»       | 4:51         |
| 11.                 | «Super Speed»         | 0:42         |
| 12.                 | «Freeze Framed»       | 0:56         |
| 13.                 | «Hexpansion»          | 5:36         |
| Общая длительность: | Общая длительность:   | 19:28        |

## Маркетинг
В начале декабря 2020 года было выпущено шесть постеров для этого сериала, каждый из которых изображал десятилетие с 1950-х по 2000-е годы. Чарльз Пуллиам-Мур из io9 сказал, как Ванда и Вижен были одеты в костюмы, похожие на постеры комиксов, и полагает, что уменьшение жёлтого цвета на постере «может указывать на то, что Вижен несколько отстранён от всего, что делает Ванда». После выхода эпизода Marvel анонсировала товары, вдохновлённые этим эпизодом, в рамках еженедельной акции «Marvel Must Haves» для каждого эпизода сериала, включая футболки, аксессуары, посуду и фигурки «Funko» персонажей в их костюмах на Хэллоуин.

## Релиз
Эпизод «Совершенно новый зловеще-очаровательный Хэллоуин!» был выпущен на «Disney+» 12 февраля 2021 года.

## Отзывы
Агрегатор рецензий «Rotten Tomatoes» присвоил эпизоду 95 % рейтинга со средним баллом 7,77/10 на основе 19 отзывов. Консенсус критиков на сайте гласит: «Совершенно новый зловеще-очаровательный Хэллоуин!» не раскрывает слишком много карт, но предлагает много новых лакомств — в том числе некоторые восхитительные работы от Кэтрин Хан.
Стивен Робинсон из «The A.V. Club» дал этому эпизоду оценку «A-». Обсуждая речь директора Хейворда к Монике, Робинсон назвал её «монологом злодея, и не совсем тонким», и был рад, что Хейворд «не является методичным злодеем, который убедительно играет роль славного парня до драматического поворота сюжета». Робинсон также похвалил Хан в её сцене с Виженом. Мэтт Пёрслоу из «IGN» сказал: «„ВандаВижен“ становился все сильнее с каждым новым эпизодом, и эта тенденция, конечно же, не прекращается с шестым эпизодом. Хотя у него может и не быть такого диковинного сюрприза в рукаве, как неожиданный посетитель на прошлой неделе, шестой эпизод возвращается к тревожным таинственным флюидам предыдущих глав для более тихого, но не менее впечатляющего эффекта». Пёрслоу полагает, что Питерс работает как «идеальный странный дядя», и его взаимодействие с Билли и Томми помогло сделать этих двоих более интересными персонажами. Вижн, исследующий город в качестве расследования, произвёл один из «самых тревожных образов» сериала, в то время как Ванда, расширяющая Гекс, была «значительной частью этого эпизода». Он дал эпизоду 9 баллов из 10. Кристиану Холубу из «Entertainment Weekly» понравилось, что костюмы Хэллоуина, вдохновлённые комиксами Ванды и Вижна, обыгрались шуткой, так как он чувствовал, что это были «два худших костюма супергероев в комиксах», дав «Совершенно новому зловеще-очаровательному Хэллоуину!» оценку «B». Его коллега Чанселлор Агард почувствовал «разочарование» от этого эпизода, думая, что это было потому, что у эпизода не было эмоциональной связи с «Малкольмом в центре внимания», или потому, что что-то «потерялось», переключаясь между отображением реальности ситкома и базой «М.Е.Ч.а» за пределами Гекса. Однако сцена между Виженом и Агнес заставила его «сесть», назвав это «очень коротким, но тревожным разговором» и похвалил Хан за игру.
Давая эпизоду 4 из 5 звёзд, Абрахам Рисман из «Vulture» сказал: «Не всё в этом эпизоде сработало, но хороший материал, материал Уэствью, был буквально и фигурально волшебным». Говоря о костюмах Хэллоуина, они были «освежающими и забавными», поскольку кинематографические адаптации редко включают прямые адаптации костюмов комиксов, даже если они были в угоду «фанатам». Сцена Вижна и Агнес была «тревожной» и Хан «просто замечательна передала жуткость поломанного ситкома, к которой предыдущие эпизоды только стремились». Рисману также понравилась Питерса в этом эпизоде. Также давая эпизоду 4 из 5 звёзд, Рози Найт, пишущая для «Den of Geek» полагает, некоторые зрители, возможно, были разочарованы «Совершенно новый зловеще-очаровательный Хэллоуин!» после того, как предыдущие два эпизода показали «большие откровения», но сказала, что этот эпизод «демонстрирует реальную мощь „ВандаВижн“: разрывающая сердце история». Найт понравилась игра Питерса, называя его «безупречным как надоедливый беспокойный дядя», а момент с Вижном, пытающегося вырваться из Гекса, — «сильный трагический момент для героя» Беттани.
Алан Сепинволл из «Rolling Stone» сказал, что «Совершенно новый зловеще-очаровательный Хэллоуин!» был первым эпизодом сериала, где материал ситкома «не так сильно возведён в кавычки», а ранние сцены воспринимаются как «более убедительная идиллия, а не ирония». Однако, он был разочарован, что эпизод в дальнейшем слабо опирался на материал ситкома, на который он ссылался вначале, полагая, что Беттани мог бы сыграть «очень забавно перепуганного папу» а сериал был «лучше подготовлен» для имитации шоу, такого как «Малкольм в центре внимания», чем «Шоу Дика Ван Дайка» или «Моя жена меня приворожила», как это было сделано в ранних эпизодах, где «многое казалось похожим» на материал ситкома. Бен Трэверс из «IndieWire» был более критичен к этому эпизоду, дав ему «C+», заявив, что был «нулевой выигрыш в последнем сюжетном повороте предыдущего [эпизода], очень мало прогресса в том, чтобы Ванда справлялась со своей травмой, и слишком много пустых, менее чем жутких проявлений силы. Помимо своей еженедельной эстетики маленького экрана, „ВандаВижн“ всё ещё слишком похожа на раздутый художественный фильм, который просто продолжает тянуть свою историю через неудобные еженедельные партии».